# The Love You Save
«The Love You Save» (en español: «El Amor Que Guardas») es un 1970 hit de número-un solo registrado por The Jackson Five para la discográfica de Motown. Se celebró la primera posición en el Billboard Hot 100 singles chart durante dos semanas, del 27 de junio al 4 de julio de 1970, que sustituye a "The Long and Winding Road" de The Beatles, y se sustituye por "Mama Told Me Not To Come" de Three Dog Night. Es la tercera de cuatro Jackson 5 número más libertad en una fila (los otros son "I Want You Back", "ABC", y "I'll Be There"). "The Love You Save" también cuenta con las voces de lado de Jackie Jackson cantando junto con Michael en el final de "Stop! The love you save may be your own." además de Marlon y Tito.
Mientras que "The Love You Save en el menos conocido de los cuatro Jackson 5 número más, que tiene una de las melodías y más distintivo es el musical más complejo de los cuatro individuales. La letra de la canción característica de Michael y Jermaine Jackson, uno de alerta rápida a la chica más lento y "stop!" porque "the love you save may be your own!"
La apertura de exclamación de "stop" y el footstomps que complementan el ritmo durante la última parte de la canción son las alusiones a la de 1965-un número único por Motown The Supremes, "Stop! En el Nombre del Amor". The Jackson 5 esencialmente sustituyen Motown The Supremes como el principal foco en la década de 1970, a pesar de Diana Ross, que abandonó el grupo para una carrera en solitario, no mucho antes de la liberación de este solo, fue publicitada como haber descubierto los Jackson 5.
Como la mayoría de los otros éxitos principales de Jackson 5, "The Love You Save" fue escrita y producida por The Corporation, un equipo compuesto de jefe de Motown Berry Gordy, Freddie Perren, Alphonzo Mizell, y Deke Richards y grabado en Los Ángeles, California, lejos de la antigua Motown Hitsville estudio en EE. UU. en Detroit, Míchigan.
"The Love You Save" fue el segundo sencillo del segundo álbum de Jackson 5, ABC.
- Datos: Q2144397